# نارانبدا
نارانبدا (به لاتین: Naranbedda) یک منطقهٔ مسکونی در سری‌لانکا است که در استان ساباراگامووا واقع شده‌است.